# Scelolophia devolutaria
Scelolophia devolutaria är en fjärilsart som beskrevs av Heinrich Benno Möschler 1890. Scelolophia devolutaria ingår i släktet Scelolophia och familjen mätare. Inga underarter finns listade.